# Markaz Rif Dimaszk
Markaz Rif Dimaszk (arab. منطقة مركز ريف دمشق) – jedna z 10 jednostek administracyjnych drugiego rzędu (dystrykt) muhafazy Damaszek w Syrii. Jest położona w południowej części kraju. Graniczy od wschodu z dystryktem Duma, od południa z muhafazą Dara, od zachodu z dystryktem Katana i z muhafazą Damaszek-Miasto, a od północy z dystryktem Darajja.
W 2004 roku dystrykt zamieszkiwało 902 216 osób.